# جوزيف سركيس
جوزيف سركيس (1949 -)، سياسي لبناني معروف باسم «جو سركيس». هو عضو في الهيئة التنفيذية للقوات اللبنانية.

## دراسته وأعماله
- حاصل على دبلوم هندسة مدنية من جامعة القديس يوسف.[1] وعمل بعد تخرجه كمهندس في شركات سعودية وكندية.[1] وبالفترة من عام 1982 إلى عام 1991 عمل كمدير عام «للشركة السياحية للهندسة والمقاولات» في بيروت[1]، ومنذ عام 1992 إلى 2005 عمل كمدير لمكتب بيروت في «شركة المباني للهندسة والمقاولات».[1] انتخب بعام 1998 عضوًا في مجلس بلدية بيروت، ورأس في البلدية لجنة الرياضة والشؤون الاجتماعية وذلك إلى عام 2004.[1]
- كان عضوًا في المكتب السياسي لحزب الكتائب بالفترة من عام 1988 إلى عام 1993 [1]، التحق بعدها في القوات اللبنانية. في عام 2002 أصبح مسؤول القوات عن بيروت.[1]
- عين وزيرًا للسياحة[2] في حكومة الرئيس فؤاد السنيورة في عهد الرئيس إميل لحود منذ 19 يوليو 2005 حتى 11 يوليو 2008.

## حياته الأسرية
متزوج من منى غازي سعد، ولهما من الأبناء:
- جورج.
- بيتر.
- أنطوني.